# Le Grand
Cet article concerne les personnages historiques appelés « le Grand ». Pour le patronyme Legrand, en un mot, ou Le Grand, en deux mots, voir Legrand.
De nombreux personnages historiques (notamment souverains, seigneurs, papes, ou saints) ou mythologiques, ont été appelés le Grand en raison de leur prestige, de leurs actions, de leur célébrité, de leur haute taille, ou par rétronymie pour les distinguer d'un homonyme moins célèbre.
Dans la plupart des cas, le surnom le Grand est apposé à la suite du prénom ; parfois, notamment quand l'homonymie avec une autre personnalité ne concerne que le patronyme, le terme le Grand précède le patronyme (ou un autre surnom), sans mention du prénom.

## Prénoms
A
- Abbas le Grand : Abbas Ier (1571-1629), Chah Séfévide de l'Iran
- Achot le Grand :
  - Achot Ier d'Ibérie (?-830)
  - Achot Ier d'Arménie (v.820-890)
- Alain le Grand : Alain Ier de Bretagne (?-907)
- Albert le Grand :
  - Albrecht von Bollstädt dit saint Albert le Grand (v.1200-1280)
  - Albert II de Mecklembourg (1318-1379)
- Alexandre le Grand :
  - Alexandre III de Macédoine (356-323 av. J.-C.)
  - Alexandre Ier de Géorgie (1390-1446)
- Alexis le Grand : Alexis Ier de Trébizonde (v.1183-1222)
- Alfred le Grand (v. 847-899), roi de Wessex, puis roi d'Angleterre
- Alphonse le Grand : Alphonse III des Asturies (v.848-910)
- Amédée le Grand : Amédée V de Savoie (1249-1323)
- Antef le Grand : Antef l'Ancien ou Intef de Thèbes (v.2175-? av. J.C.)
- Antiochos le Grand : Antiochos III Mégas (v.242-187 av. J.C.), roi de Syrie
- Antoine le Grand : dit Antoine d'Égypte, Antoine l'Ermite ou Saint Antoine (v.251-v.356)
- Archambaud le Grand : Archambaud VIII de Bourbon (v.1197-1242)
- Arnoul le Grand : Arnoul Ier de Flandre (873-965)
- Ashoka le Grand : Ashoka, Asoka, Açoka ou Ashokavardhāna (v.304-232 av. J.-C.)
- Athanase le Grand : Athanase d'Alexandrie (v.298-373)

B
- Basile le Grand : Basile de Césarée (329-379)
- Belin le Grand : Belin, roi légendaire de Bretagne, dit aussi Beli Mawr dans la mythologie

C
- Casimir le Grand : Casimir III de Pologne (1309-1370)
- Sophie d'Anhalt-Zerbst, tsarine de Russie sous le nom de Catherine II (1729-1796)
- Charles le Grand : Charlemagne (v.742-814)
- Charles-Emmanuel le Grand : Charles-Emmanuel Ier de Savoie (1562-1630)
- Constantin le Grand : Constantin Ier (v. 272-327), empereur romain
- Cyrus le Grand : Cyrus II (559-529 av. J.-C.), fondateur de l’Empire perse

D
- Darius le Grand : Darius Ier (v.550-486 av. J.-C.), roi de l'Empire perse
- David le Grand : David III d'Ibérie (v.930-1000)

E
- Étienne le Grand : Étienne III de Moldavie (1433-1504)
- Euthyme le Grand : Saint Euthyme (377-473), moine arménien

F
- Ferdinand le Grand : Ferdinand Ier de Castille (v.1016-1065)
- Frédéric le Grand : Frédéric II de Prusse (1712-1786)

G
- Gero le Grand : Gero Ier (v.900-965), gouverneur de la marca Geronis (Empire germanique)
- Grégoire le Grand : Grégoire Ier (v.540-604), pape
- Guillaume le Grand :
  - Guillaume V d'Aquitaine (969-1030)
  - Guillaume Ier de Craon (XIVe siècle), vicomte de Châteaudun
- Gustave Adolf le Grand : Gustave II Adolphe de Suède (1594-1632)

H
- Hannon le Grand (IIIe siècle av. J.-C.), aristocrate carthaginois
- Henri le Grand :
  - Henri Ier de Bourgogne (v.948-1002)
  - Henri IV de France (1553-1610)
- Hérode le Grand : Hérode Ier (73-4 av. J.-C.), roi de Judée
- Hugues le Grand 
  - Hugues le Grand (897-956), duc des Francs et père d'Hugues Capet
  - Hugues Ier de Vermandois (1057-1102)

I
- Isaac le Grand : Saint Isaac d'Arménie, en arménien Sahak Ier Parthev (338-439)
- Ivan le Grand : Ivan III de Russie (1440-1505)
- Iyasou le Grand : Iyasou Ier d'Éthiopie dit aussi Adyam Sagad Ier (1654-1706)

J
- Justinien le Grand : Justinien (v. 482-565)

K
- Knud le Grand : Knut II de Danemark ou Knut Ier d'Angleterre (994/995-1035)
- Kviriké le Grand : Kviriké III de Kakhétie (?-1039)

L
- Léon le Grand :
  - Saint Léon Ier (v.395-461), pape
  - Léon (ou Levon) II d'Arménie II (v.1150-1219)
- Llywelyn le Grand : Llywelyn ab Iorwerth (parfois orthographié Llewelyn, ou en français Léolin (v.1173-1240), roi de Gwynedd (mythologie celtique galloise)
- Louis le Grand  :
  - Louis Ier de Bourbon (1280-1342)
  - Louis Ier de Hongrie (1326-1382)
  - Louis XIV de France,  surnommé aussi le Roi-Soleil (1638-1715)

M
- Maelgwn le Grand : Maelgwn Gwynedd (v.480-v.547), roi de Gwynedd (mythologie celtique galloise)
- Manuel le Grand : Manuel Ier de Portugal (1469-1521)
- Marie-Thérèse d'Autriche (1717-1780), reine de Bohême et de Hongrie, épouse de François de Lorraine, empereur germanique
- Mathieu le Grand : Mathieu II de Montmorency (v. 1174-1230)
- Milon le Grand : Milon Ier de Montlhéry (?-1102)
- Mircea le Grand : Mircea Ier de Valachie (XIVe – XVe siècles)
- Mithridate le Grand :
  - Mithridate II de Parthie (regn.132-63 av. J.-C.)
  - Mithridate VI (v.132-63 av. J.-C.), roi du Pont

N
- Napoléon le Grand Napoléon Ier (1769-1821) empereur des Français et roi d'Italie
- Naresuan le Grand dit aussi Naret ou Le Prince Noir (1555-1605), roi d'Ayutthaya (Thaïlande)
- Nicolas le Grand : Nicolas Ier (v.800-867), pape

O
Otton le Grand :
- Otton Ier du Saint-Empire (912-973)
- Othon Ier de Bavière (1117-1183)

P
- Pacal le Grand : K'inich Janaab' Pakal I (603-683), souverain de la cité-État maya de Palenque
- Pierre le Grand 
  - Pierre III d'Aragon (1239-1285)
  - Pierre Ier de Russie (1672-1725)
- Pompée le Grand : Pompée (106-48 av. J.-C.)

R
- Ramkhamhaeng le Grand (1239-1317), roi de Sukhotaï (Thaïlande)
- Ramon le Grand : Raimond-Bérenger III de Barcelone (1082-1131)
- Ramsès le Grand : Ramsès II (v.1304-v.1212 av. J.-C.), pharaon
- Rhodri le Grand : Rhodri Mawr ap Merfyn (en anglais : Roderick the Great) (v.820-878), roi de Gwynedd (mythologie celtique galloise)
- Robert le Grand : Robert Ier de Dreux (v.1125-1188)
- Roger Bernard le Grand : Roger-Bernard II de Foix (?-1241)

S
- Sanche le Grand (en espagnol el Mayor ou el Grande): Sanche III de Navarre (v.990-1035)
- Sejong le Grand (1397-1450), roi de Corée
- Siméon le Grand : Siméon Ier de Bulgarie (864/865-927)

T
- Théodoric le Grand dit Théodoric l'Amale (454/455-526), roi des Ostrogoths et du Royaume ostrogoth d'Italie
- Théodose le Grand : Théodose Ier (347-395), empereur romain
- Thibaut le Grand : Thibaut IV de Blois (1093-1151)
- Tigrane le Grand : Tigrane II d'Arménie (v.140-55 av. J.-C.)
- Tiridate le Grand : Tiridate IV d'Arménie (?-330)
- Touré le Grand : Mamadou (Mohammed) Touré, dit Askia Mohammed (1443-1528), empereur du Songhaï

V
- Valdemar le Grand : Valdemar Ier de Danemark (1131-1182)
- Vardan (ou Vartan) le Grand : Vardan Areveltsi (v.1200-1271), moine arménien
- Vladimir le Grand : Saint Vladimir Ier (958-1015), grand-prince de Kiev
- Vytautas le Grand (v.1344/1350-1430), grand-duc de Lituanie

W
- Widukind (ou Wittekind) le Grand : Widukind de Saxe (v.755-810)

X
- Xerxès le Grand : Xerxès Ier

Y
- Yu le Grand : Da Yu (v. 2205 av. J.-C.), monarque légendaire chinois de la Dynastie Xia

## Autres
- Le Grand Arnauld : Antoine Arnauld (1612-1694), prêtre et théologien français
- Le Grand Comte de Hauteville : Roger Ier de Sicile (1031-1101)
- Le Grand Condé : Louis II de Bourbon-Condé (1621-1686)
- Le Grand Conti : François Louis de Bourbon-Conti (1664-1709)
- Le Grand Couperin : François Couperin (1668-1733), musicien français
- Le Grand Dauphin : Louis de France (1661-1711)
- Le Grand Ferré ou Ferret (v.1330-1358), héros populaire de la Guerre de Cent Ans
- Le Grand Jojo (ou Lange Jojo en néerlandais) : Jules, Jean-Vanobbergen (1936-), disquaire et musicien belge
- le Grand Kamehameha : Kamehameha Ier (v.1758-1819), roi des îles Hawaï
- le Grand Mkhitar : Mkhitar de Her (v.1120-1200), médecin, physiologiste et astronome arménien
- Le Grand Nid : Vsevolod III Vladimirski (1154-1212), Grand Prince de Kiev puis de Vladimir
- Le Grand Orange : Rusty Staub (1944-), joueur de baseball américain
- Le Grand Sinan : Mimar Koca Sinan ibn Abd al-Mannan (1489-1588), architecte ottoman d'origine arménienne